# Psalm 78
Der 78. Psalm ist ein biblischer Psalm aus dem dritten Buch des Psalters. Seine Urheberschaft wird durch den ersten Vers dem Leviten Asaf zugeschrieben.

## Inhalt
Der Psalm stellt in einem geschichtlichen Überblick die Geschichte Israels von der Zeit in Ägypten bis zum Regierungsantritt Davids dar. Ziel ist dabei nicht die Erzählung der Geschichte. Vielmehr soll der Psalm, wie in den ersten vier Versen ausgeführt, als Unterweisung dienen. Die überlieferten Taten Gottes dienen dazu, Lehren aus der Geschichte zum Nutzen der Hörer aufzuzeigen. Die Verse 5–11 stellen eine Art zweite Einleitung dar. Sie erinnert zunächst an die Offenbarung des Gesetzes, betont dann aber die Wichtigkeit der Weitergabe dieser Gebote. In den Versen 12–64 geht es dann um Gottes Taten während des Auszugs aus Ägypten, der Landnahme und der Richterzeit sowie das Verhalten des Volkes, das immer wieder die Treue (beispielsweise durch Götzendienst) gebrochen hat. In den letzten Versen geht es um die Siege Sauls und Davids und um die Erwählung Jerusalems anstelle Silos (das ist in Versen 67 gemeint mit den Zelten Josephs, da Silo im Gebiet des Stammes Joseph lag) sowie Judas anstelle des Nordreichs Israel (Ephraim steht pars pro toto für das gesamte Nordreich).
Die Betrachtung der Vergangenheit mit Blick auf die darin wirksame Schuld des Volkes wurde besonders in der Exilszeit geübt, um das Leid der Gegenwart von der Schuld der Vergangenheit her zu verstehen.